# خردل بري
الخردل البري  أو الحَرْشَاء أو الحرش أو خردل حقلي أو اللَبْسَان أو الكرلة أو القِرِلَّة أو الصُفّيرة أو خردل الحقول أو العسلوز أو لفتة نبات عشبي حولي يتبع الفصيلة الصليبية. اسمه العلمي (باللاتينية: Sinapis arvensis). تعتبر من الحشائش الضارة وتنمو بكثرة في حقول القمح والشعير.